# Tenisová sezóna Rogera Federera 2016
Tenisová sezóna Rogera Federera 2016 začala na australském kontinentu, kde švýcarský tenista rozehrál Brisbane International v roli obhájce titulu. V rerpríze předchozího finále mu Kanaďan Milos Raonic oplatil rok starou porážku. Jednalo se o jeho jediný finálový duel v první předčasně ukončené sezóně kariéry.
Na úvodním Grand Slamu Australian Open odešel posedmé v kariéře poražen v semifinále, když nestačil na prvního hráče žebříčku Novaka Djokoviće. Srb jej zastavil na třetím majoru v řadě. Výhra ve třetím kole nad Grigorem Dimitrovem znamenala, že se stal prvním mužským tenistou, jenž zvítězil ve 300 grandslamových dvouhrách. Absencí na French Open ustavil nový rekord open éry 65 účastmi v hlavní soutěži Grand Slamu bez přerušení, když naposledy předtím chyběl na US Open 1999. Ve čtvrtfinále Wimbledonu překonal grandslamový rekord Martiny Navrátilové, když postupem dosáhl 307. vítězství na grandslamu. Po deseti semifinálových výhrách odešel z této fáze premiérově poražen, když nevyužil vedení 2–1 na sety proti Kanaďanu Milosi Raonicovi.
Během února a března nehrál pro poranění kolene. Na dvorce se vrátil dubnovým Monte-Carlo Rolex Masters, kde skončil ve čtvrtfinále.
V dubnu 2016 došlo ve švýcarském Bielu k pojmenování ulice po jeho osobě – „Roger-Federer-Allee“, propojující Tissot Arenu se Švýcarským národním tenisovým centrem, jehož byl na začátku kariéry členem.

Pro pokračující problémy s levým kolenem, na němž byl v únoru proveden artroskopický výkon, ukončil Federer 26. července 2016 sezónu, čímž vynechal i plánované olympijské hry a US Open. Plně se tak chtěl věnovat rekonvalescenci, aby mohl v lednu 2017 vstoupit do nového roku zdravý a na okruhu hrát několik dalších let. Završil tak rekordní šňůru otevřené éry, když v patnácti sezónách za sebou vyhrál alespoň jeden singlový titul. K rozhodnutí sdělil: „Doktoři mi doporučili, že pokud chci hrát na ATP Tour bez zranění ještě pár let, což mám v úmyslu, tak bych měl dát svému kolenu a tělu pořádný čas na zotavení. Přijít o celý zbytek roku je těžké.“
Po čtyřměsíční neaktivitě vypadl z elitní světové desítky žebříčku ATP 7. listopadu 2016, když klesl z 9. na 16. místo. Jejím členem byl do tohoto data nepřetržitě od října 2002.

## Trenérský tým a herní plán
V prosinci 2015 ukončil dvouletou spolupráci s bývalou švédskou světovou jedničkou Stefanem Edbergem, který měl původně Švýcara trénovat jen v roce 2014, následně s ním ale cestoval i další sezónu. Federer k oznámení sdělil: „Po dvou velmi úspěšných letech bych rád poděkoval mému dětskému idolu Stefanu Edbergovi za ochotu připojit se k mému týmu. Byl to splněný sen.“ Hlavním koučem zůstal Severin Lüthi, s nímž tenista spolupracoval od roku 2008. Trenérskou roli Edberga pro sezónu 2016 převzal bývalý třetí hráč světa Ivan Ljubičić z Chorvatska.
Závěrečný měsíc roku 2015 také zveřejnil turnajový plán na sezónu 2016. Podle něj měl v úmyslu nastoupit do šestnácti událostí, včetně Letních olympijských her v Riu de Janeiru. Ve smíšené čtyřhře potvrdil vytvoření dvojice s Martinou Hingisovou, s níž naposledy předtím odehrál mix na vítězném Hopmanově poháru 2001. Do mužské čtyřhry plánoval potřetí v řadě nastoupit se Stanem Wawrinkou. V harmonogramu byla původně jediná antuková událost – grandslam French Open. Vzhledem k dvouměsíčnímu výpadku pro poranění kolena se v dubnu rozhodl startovat také na antukovém Monte-Carlo Rolex Masters a v květnu do programu zařadil Mutua Madrid Open a Rome Masters. Z madridské události se však odhlásil pro bolest zad. Vzhledem k tomu, že Andy Murray neobhájil madridský titul a jako poražený finalista ztratil 400 bodů, dostal se Federer 9. května poprvé v sezóně před Skota na 2. místo žebříčku. Před Wimbledonem poprvé po čtrnácti sezónách zařadil dvě přípravné akce na trávě – Stuttgart Open a Halle Open.
Z červencového Rogers Cupu v Torontu, který vyhrál v letech 2004 a 2006, se odhlásil 19. července 2016 pro potřebu delšího odpočinku před srpnovou olympiádou. Ve druhé polovině července pak oznámil, že se po patnácti letech zúčastní Hopmanova poháru. V ročníku 2017 reprezentoval švýcarský tým v páru s Belindou Bencicovou. Oficiální mistrovství světa smíšených družstev ITF vyhrál v roce 2001 s Hingisovou. O rok později nastoupil v páru s Mirkou Vavrinecovou. Všechny tři jeho spoluhráčky tak měly slovenský původ.

## Přehled sezóny

### Zimní sezóna na tvrdém povrchu

#### Brisbane International
Sezónu rozehrál v týdnu od 4. ledna 2016, když se potřetí v kariéře zúčastnil australského Brisbane International a to v roli obhájce trofeje. Jako nejvýše nasazený obdržel volný los do druhého kola. V něm si za 55 minut poradil s německým kvalifikantem Tobiasem Kamken, jenž figuroval ve druhé polovině třetí stovky žebříčku. Rychlý průběh setů 6–2 a 6–1 mohl využít k léčení příznaků chřipky, s nimiž se v průběhu turnaje potýkal. Ve čtvrtfinále svedl třísetovou bitvu s bulharskou jedničkou a dvacátým osmým mužem pořadí Grigorem Dimitrovem. V úvodním setu podával téměř bezchybně, když na servisu ztratil jen dva míče. Poté, co nevyužil šanci doservírovat druhé dějství v nervózní desáté hře, došlo na tiebreak, v němž triumfoval Bulhar. V devátém gamu rozhodujícího setu si Federer vypracoval tři mečboly v řadě, ale Dimitrov šňůrou pěti míčů na servisu dokázal její průběh otočit. Švýcar tak musel dopodávat zápas v desáté hře, když měl k dobru jeden brejk.
Semifinálová dvousetová výhra nad světovou dvacítkou Dominicem Thiemem z Rakouska znamenala finálovou účast ve třetím brisbaneském finále bez přerušení. V repríze finále z předešlého ročníku jej vyzval opět Kanaďan Milos Raonic, jemuž patřila čtrnáctá příčka žebříčku. Obě sady ztratil shodným poměrem 4–6, 4–6, když ani jednou soupeřovo podání neprolomil a vlastní ztráta jednoho servisu na set znamenala vždy rozdílový game. Kanadský hráč tak snížil pasivní bilanci vzájemných zápasů na 2–9. Po finále sdělil: „Letos sis to zasloužil ty, hráls dobře… Trochu jsem marodil, ale dotáhl jsem to do finále. Jsem spokojený a tahle porážka mě neporazí.“

#### Australian Open
Na Australian Open přijížděl v roli světové trojky a třetího nasazeného. V prvním kole vyřadil Gruzínce z druhé světové stovky Nikoloze Basilašviliho. Ani ve druhé fázi netratil set, když na jeho raketě zůstal Ukrajinec ze čtvrté desítky Alexandr Dolgopolov. Až dvacátý sedmý nasazený Bulhar Grigor Dimitrov mu odebral sadu v zápase. Zbylé tři sety však ve třetí fázi turnaje ovládl a na rozdíl od předešlého ročníku postoupil do osmifinále. Vzájemný poměr duelů proti Dimitrovovi navýšil na 5–0. Navíc jej přehrál podruhé během dvou týdnů. Výhrou dosáhl jako první muž 300. vítězného singlového utkání na Grand Slamu. Za rekordními 306 výhrami Čechoameričanky Martiny Navrátilové tak zaostával o šest vítězství.
Ve čtvrtém kole vyřadil bez potíží belgickou turnajovou patnáctku Davida Goffina, když soupeři dovolil uhrát pouze sedm gamů. Noční zápas v Rod Laver aréně, trvající 88 minut, skončil 17 minut po půlnoci. Švýcar zahrál 39 vítězných úderů, včetně sedmi es. Ve věku 34 let a 176 dní se tak stal nejstarším čtvrtfinalistou Australian Open od roku 2005, kdy Andre Agassi postoupil do této fáze ve věku 34 let a 276 dní. Mezi poslední osmičkou mu světová šestka Tomáš Berdych kladla odpor především v úvodním dějství, jež dospělo do tiebreaku. Basilejský rodák v duelu dosáhl na 48 winnerů při 26 nevynucených chybách. Útočný styl hry podtrhl 83% úspěšností na síti, když do dvorce umístil 24 z 29 volejů. Poměr vzájemných zápasů zvýšil na 16–6 a všechna tři klání na Australian Open pro něj vyzněla vítězně. Bez ztráty sady prošel na melbournském majoru do dvanáctého semifinále, čímž posunul vlastní rekord otevřené éry. Dalším rekordním zápisem se stal jubilejní osmdesátý vítězný zápas na turnaji, čehož dosáhl jako první muž. Stal se i nejstarším semifinalistou australského majoru od roku 2005 a Andreho Agassiho.
Cestu do finále mu uzavřel první hráč světa Novak Djoković, jemuž ve 45. vzájemném duelu podlehl 1–3 na sety. Srb se tak vůbec poprvé v sérii ujal vedení a to 23–22 na zápasy. Po vyhraném losu zvolil Federer příjem. Djoković měl silný vstup do utkání, když v úvodních dvou sadách dovolil soupeřovi získat jen tři hry. V první z nich se dopustil dvou nevynucených chyb oproti dvanácti Švýcara. Na konci druhého setu měl 88% úspěšnost získaných míčů po prvním servisu (22 z 25) a vyhrával také řadu fiftýnů po druhém Federerově utkání, když úspěšnost basilejského rodáka činila jen 26 % (5 z 19 míčů). Po prvních dvou sadách zahrála světová jednička téměř dvojnásobek vítězných bodů, 52 ku 27, a nečelila žádnému brejkbolu. Zápletka přišla ve třetím dějství, kdy se Švýcar vrátil do utkání prolomeným podáním a šestnácti winnery ku šesti srbského tenisty. Rozhodl tak čtvrtý set, který Djoković vybojoval po využitém rozdílovém brejkbolu. Za 2:19 hodin pošesté postoupil do finále. Naopak Federer skončil v semifinále počtvrté za předešlých šest ročníků.

#### Únorový a březnový herní výpadek
Den po semifinále Australian Open si přivodil poranění levého kolene. Jednalo se o běžnou činnost, když napouštěl dětem vanu. K danému okamžiku sdělil: „Byl to úplně jednoduchý pohyb, jaký jsem v životě nejspíš udělal už milionkrát. Ani jsem o tom moc nepřemýšlel. Najednou jsem uslyšel v koleni lupnutí a bolest.“
Na počátku února podstoupil ve Švýcarsku artroskopický operační výkon natrženého menisku se zhruba měsíčním plánovaným výpadkem. Odhlásil se tak z Rotterdam Open (hraného 8.–14. února) a Dubai Tennis Championships (hraného 22.–28. února), kde měl jako vítěz předešlého ročníku obhajovat 500 bodů. Následně se neúčastnil ani kalifornského BNP Paribas Open, konaného v první polovině března. Přihlášen byl jako třetí nasazený na navazující Miami Open. Po volném losu jej čekal ve druhém kole zápas s Argentincem Juanem Martínem del Potrem. Návrat na dvorce však musel odložit pro žaludeční potíže a z turnaje odstoupil.
Federerovi se zranění během kariéry vyhýbala. Podle odborníků mimo jiné i pro fyziologicky správně hrané údery. Mimo původní plán zařadil do programu antukový Monte-Carlo Rolex Masters, probíhající v týdnu od 11. dubna 2016.

### Jarní antuková sezóna a French Open

#### Monte-Carlo Masters
Úvodní turnaj na antuce rozehrál v polovině dubna, když se po více než dvouměsíčním výpadku od Australian Open vrátil na tenisový okruh. Monte-Carlo Masters otevřel po volném losu jako třetí nasazený duelem se Španělem Guillermem Garcíou-Lópezem, jehož zdolal ve dvou setech. Světová sedmnáctka Roberto Bautista Agut jej vyzvala ve třetí fázi. Po obou zvládnutých sadách prošel Švýcar do čtvrtfinále. V něm sehrál více než dvouhodinový dramatický zápas s francouzskou turnajovou osmičkou Jo-Wilfried Tsonga, které podlehl po třísetovém průběhu. Rozhodl až závěr třetí sady, v němž ztratil basilejský rodák podání a poměr gamů 5–7 znamenal šestou výhru 30letého Francouze ze sedmnácti vzájemných zápasů. Tsonga tak zvítězil ve 39. duelu nad hráčem první světové desítky a poprvé v Monte Carlu. Federer dosáhl na osmou čtvrtfinálovou účast z třinácti startů na této události.

#### Internazionali BNL d'Italia
Poté, co odstoupil z Mutua Madrid Open pro bolestivost zad, zavítal na římský Internazionali BNL d'Italia hraný v následném týdnu. Po středečním tréninku potvrdil účast.
Po volném losu vyřadil německého teenagera z konce první padesátky žebříčku Alexandera Zvereva ve dvou setech. Ve třetím kole pak po 79 minutách nestačil na světovou patnáctku Dominica Thiema. V úvodní sadě nevyužil výhodu prolomeného podání soupeři a nezvládl závěrečný tiebreak. Ve druhém dějství ztratil servis za stavu her 2–2 a Rakušan si výhodu udržel až do konce zápasu. Thiem tak vyhrál 32. zápas v probíhající sezóně (poměr 32–9), což ho v počtu vítězství řadilo na druhé místo za dominantního Djokoviće. Federer se stále potýkal s problémy zad, které mu neumožňovaly podat plnohodnotný výkon.

#### French Open
Jako světová trojka se 19. května 2016 odhlásil z French Open pro poranění zad. Přerušil tak sérii 17 startů na Roland Garros v řadě.
Absencí stanovil nový rekord otevřené éry 65 účastmi v hlavní soutěži Grand Slamu bez přerušení. Tento rekordní zápis činil 69 startů včetně kvalifikací a 73 včetně grandslamových juniorek. Naposledy předtím na majoru nestartoval na US Open 1999. 34letý Švýcar na pařížských dvorcích trénoval jen 20 minut s Ljubičićem ve středu 18. května.

### Travnatá sezóna a Wimbledon

#### MercedesCup
V pozici turnajové jedničky zavítal na stuttgartský MercedesCup, podruhé hraný na trávě. Po volném losu zdolal amerického teenagera ze sedmé desítky žebříčku Taylora Fritze v zápase hraném přes dva dny pro přerušování deštěm. Po třísetové výhře si poradil s Němcem startujícím pod žebříčkovou ochranou Florianem Mayerem. Vítězstvím se posunul na 2. místo statistik otevřené éry v počtu vítězných zápasů. Jednalo se o jeho 1 072 výhru, čímž o jeden zápas překonal Ivana Lendla. Na čele zůstával Američan Jimmy Connors s 1 256 vítězstvími.
V semifinále však nestačil na rakouskou světovou sedmičku Dominica Thiema po dramatickém průběhu. Podruhé v kariéře prohrál zápas na trávě, v němž měl mečbol. Dva z nich nevyužil v tiebreaku druhé sady, v níž dohnal ztrátu gamů 0–5. Rakušanovi tak podlehl podruhé v řadě, stejně jako na květnovém Rome Masters. Duel byl dvakrát přerušen pro déšť na půl hodiny.

#### Gerry Weber Open
Jako trojnásobný obhájce titulu a osminásobný šampion startoval na Gerry Weber Open v severoněmeckém Halle, podruhé náležícím do kategorie ATP 500.
V úvodním kole přehrál zvládnutými koncovkami obou setů 88. německého muže žebříčku Jana-Lennarda Struffa, jenž obdržel divokou kartu. Po výhře nad Tunisanem Malekem Džazírím se ve čtvrtfinále střetl s belgickou nasazenou pětkou a světovou jedenáctkou Davidem Goffinem. Postup si zajistil ziskem dlouhého tiebreaku ve druhém dějství poměrem míčů 12:10.
V semifinále však skončil na raketě 19letého Němce Alexandra Zvereva po třísetové bitvě, který tak dosáhl na největší výhru dosavadní kariéry. Nejvýše postavenému hráči do dvaceti let na žebříčku ATP patřila 38. příčka. Teenagerovi na okruhu nepodlehl téměř deset let, když se tak naposledy stalo ve druhém kole Cincinnati Masters 2006 od Andyho Murrayho. Zverev se stal nejmladším přemožitelem Federera od Rafaela Nadala, který Švýcara vyřadil v den svých 19. narozenin na French Open 2005. Na Halle Open tak měl basilejský rodák při čtrnácti startech poměr zápasů 54–6. Skončila také jeho série jedenácti finálových účastí na předešlých turnajích kategorie ATP World Tour 500.

#### Wimbledon
Na londýnský Wimbledon přicestoval jako třetí nasazený. V úvodních čtyřech kolech neztratil žádný set. Po vítězství nad Argentincem Guidem Pellou se do centra mediálního zájmu dostal duel proti překvapení turnaje, 772. hráči žebříčku a 23. muži v britské klasifikaci, Marcusi Willisovi, jenž prošel do hlavní soutěže po šesti výhrách až z předkvalifikace. Odborníci uvedli, že centrkurt zažil „neskutečné šílenství“, jehož intenzitě se nevyrovnal ani zisk Murrayho titulu v roce 2013. Po dohrání Švýcar sdělil, že mu to spíše připomnělo filmový scénář a dodal: „Tenhle příběh, to je zlato. Musím říct, že mě zaujal ještě předtím, než se mě to týkalo. … Každopádně to bude jeden ze zápasů, které si budu asi vždycky pamatovat. Asi už se mi nestane, že bych nastoupil proti 770. hráči světa na napěchovaném centrálním dvorci.“ Následně na jeho raketě zůstali Brit Daniel Evans a americký tenista z konce první třicítky Steve Johnson.
Čtvrtfinálové klání proti třináctému muži klasifikace Marinu Čilićovi přineslo pětisetové drama, v němž Federer podesáté v kariéře otočil stav 0–2 na sety a dokázal vyhrát patnáctý zápas po odvrácení mečbolů. Chorvat nevyužil ani jednu ze tří mečbolových příležitostí. Basilejský rodák tak prošel mezi poslední čtveřici hráčů ve 34 letech a 336 dnech věku, čímž se stal nejstarším tenistou v této fázi od roku 1974 a tehdy 42letého Australana Kena Rosewalla. Celkově 307. vítězným zápasem na Grand Slamu překonal historický rekord Martiny Navrátilové (306) v počtu výher. Jedenáctou účastí ve wimbledonském semifinále vyrovnal rekordní zápis Američana Jimmyho Connorse.
Poprvé v kariéře pak nalezl přemožitele v semifinálové fázi. Světová sedmička Milos Raonic před turnajem přizvala do trenérského týmu bývalého tenistu Johna McEnroea. Kanaďan v duelu tvrdě podával rychlostmi přes 230 km/h. Švýcar zahrál dvě dvojchyby za stavu 2–1 sna sety, 5–6 a 40:0. Soupeř se dostal k brejkbolu, jehož proměnění znamenalo i srovnání sad namísto očekávaného tiebreaku. Daný moment komentoval slovy: „Ten game … je pro mě nevysvětlitelný. Udělat dvě dvojchyby… Jsem opravdu smutný a naštvaný sám na sebe.“ V pátém dějství stačil Kanaďanovi časný brejk k dvougamovému vedení, které si na servisu pohlídal až k postupu do svého prvního grandslamového finále. Pasivní bilanci vzájemných zápasů snížil na 3–9 a v probíhající sezóně dosáhl již druhé výhry.

## Přehled utkání

### Dvouhra: 28 (21–7)
| Turnaj | utkání                                                                                                | fáze        | soupeř                 | ATP  | stav   | výsledek                           |
| --- | --- | ----------- | ---------------------- | ---- | ------ | ---------------------------------- |
| Brisbane International Brisbane, Austrálie ATP World Tour 250 tvrdý, venku 4.–10. ledna 2016                       | – | 1. kolo     | volný los              |      |        |                                    |
| Brisbane International Brisbane, Austrálie ATP World Tour 250 tvrdý, venku 4.–10. ledna 2016                       | 1298.                                                                                                 | 2. kolo     | Tobias Kamke           | 277. | výhra  | 6–2, 6–1                           |
| Brisbane International Brisbane, Austrálie ATP World Tour 250 tvrdý, venku 4.–10. ledna 2016                       | 1299.                                                                                                 | čtvrtfinále | Grigor Dimitrov        | 28.  | výhra  | 6–4, 6–7(4–7), 6–4                 |
| Brisbane International Brisbane, Austrálie ATP World Tour 250 tvrdý, venku 4.–10. ledna 2016                       | 1300.                                                                                                 | semifinále  | Dominic Thiem          | 20.  | výhra  | 6–1, 6–4                           |
| Brisbane International Brisbane, Austrálie ATP World Tour 250 tvrdý, venku 4.–10. ledna 2016                       | 1301.                                                                                                 | finále      | Milos Raonic           | 14.  | prohra | 4–6, 4–6                           |
| Brisbane International Brisbane, Austrálie ATP World Tour 250 tvrdý, venku 4.–10. ledna 2016                       | obhajoval bodů = 250, získal = 190, celkem = 8 165 (↑ 780 ↓ 1 300); posun na žebříčku = 3. → 3. (0)   |             |                        |      |        |                                    |
| Australian Open Melbourne, Austrálie Grand Slam tvrdý, venku 18.–31. ledna 2016                                    | 1302.                                                                                                 | 1. kolo     | Nikoloz Basilašvili    | 118. | výhra  | 6–2, 6–1, 6–2                      |
| Australian Open Melbourne, Austrálie Grand Slam tvrdý, venku 18.–31. ledna 2016                                    | 1303.                                                                                                 | 2. kolo     | Alexandr Dolgopolov    | 35.  | výhra  | 6–3, 7–5, 6–1                      |
| Australian Open Melbourne, Austrálie Grand Slam tvrdý, venku 18.–31. ledna 2016                                    | 1304.                                                                                                 | 3. kolo     | Grigor Dimitrov        | 28.  | výhra  | 6–4, 3–6, 6–1, 6–4                 |
| Australian Open Melbourne, Austrálie Grand Slam tvrdý, venku 18.–31. ledna 2016                                    | 1305.                                                                                                 | 4. kolo     | David Goffin           | 16.  | výhra  | 6–2, 6–1, 6–4                      |
| Australian Open Melbourne, Austrálie Grand Slam tvrdý, venku 18.–31. ledna 2016                                    | 1306.                                                                                                 | čtvrtfinále | Tomáš Berdych          | 6.   | výhra  | 7–6(7–4), 6–2, 6–4                 |
| Australian Open Melbourne, Austrálie Grand Slam tvrdý, venku 18.–31. ledna 2016                                    | 1307.                                                                                                 | semifinále  | Novak Djoković         | 1.   | prohra | 1–6, 2–6, 6–3, 3–6                 |
| Australian Open Melbourne, Austrálie Grand Slam tvrdý, venku 18.–31. ledna 2016                                    | obhajoval bodů = 90, získal = 720, celkem = 8 795 (↑ 150 ↓ 2 470); posun na žebříčku = 3. → 3. (0)    |             |                        |      |        |                                    |
| Monte-Carlo Rolex Masters Monte Carlo, Monako ATP World Tour Masters 1000 antuka, venku 11.–17. dubna 2016         | – | 1. kolo     | volný los              |      |        |                                    |
| Monte-Carlo Rolex Masters Monte Carlo, Monako ATP World Tour Masters 1000 antuka, venku 11.–17. dubna 2016         | 1308.                                                                                                 | 2. kolo     | Guillermo García-López | 38.  | výhra  | 6–3, 6–4                           |
| Monte-Carlo Rolex Masters Monte Carlo, Monako ATP World Tour Masters 1000 antuka, venku 11.–17. dubna 2016         | 1309.                                                                                                 | 3. kolo     | Roberto Bautista Agut  | 17.  | výhra  | 6–2, 6–4                           |
| Monte-Carlo Rolex Masters Monte Carlo, Monako ATP World Tour Masters 1000 antuka, venku 11.–17. dubna 2016         | 1310.                                                                                                 | čtvrtfinále | Jo-Wilfried Tsonga     | 9.   | prohra | 6–3, 2–6, 5–7                      |
| Monte-Carlo Rolex Masters Monte Carlo, Monako ATP World Tour Masters 1000 antuka, venku 11.–17. dubna 2016         | obhajoval bodů = 90, získal = 180, celkem = 7 785 (↑ 390 ↓ 1 325); posun na žebříčku = 3. → 3. (0)    |             |                        |      |        |                                    |
| Internazionali BNL d'Italia Řím, Itálie ATP World Tour Masters 1000 antuka, venku 9.–15. května 2016               | – | 1. kolo     | volný los              |      |        |                                    |
| Internazionali BNL d'Italia Řím, Itálie ATP World Tour Masters 1000 antuka, venku 9.–15. května 2016               | 1311.                                                                                                 | 2. kolo     | Alexander Zverev       | 44.  | výhra  | 6–3, 7–5                           |
| Internazionali BNL d'Italia Řím, Itálie ATP World Tour Masters 1000 antuka, venku 9.–15. května 2016               | 1312.                                                                                                 | 3. kolo     | Dominic Thiem          | 15.  | prohra | 6–7(2–7), 4–6                      |
| Internazionali BNL d'Italia Řím, Itálie ATP World Tour Masters 1000 antuka, venku 9.–15. května 2016               | obhajoval bodů = 600, získal = 90, celkem = 7 015 (↑ 1 420 ↓ 905); posun na žebříčku = 2. → 3. (–1)   |             |                        |      |        |                                    |
| Stuttgart Open Stuttgart, Německo ATP World Tour 250 tráva, venku 6.–12. června 2016                               | – | 1. kolo     | volný los              |      |        |                                    |
| Stuttgart Open Stuttgart, Německo ATP World Tour 250 tráva, venku 6.–12. června 2016                               | 1313.                                                                                                 | 2. kolo     | Taylor Fritz           | 65.  | výhra  | 6–4, 5–7, 6–4                      |
| Stuttgart Open Stuttgart, Německo ATP World Tour 250 tráva, venku 6.–12. června 2016                               | 1314.                                                                                                 | čtvrtfinále | Florian Mayer          | 226. | výhra  | 7–6(7–2), 7–6(7–1)                 |
| Stuttgart Open Stuttgart, Německo ATP World Tour 250 tráva, venku 6.–12. června 2016                               | 1315.                                                                                                 | semifinále  | Dominic Thiem          | 7.   | prohra | 6–3, 6–7(7–9), 4–6                 |
| Stuttgart Open Stuttgart, Německo ATP World Tour 250 tráva, venku 6.–12. června 2016                               | obhajoval bodů = 0, získal = 90, celkem = 6 745 (↑ 2 170 ↓ 1 410); posun na žebříčku = 3. → 3. (0)    |             |                        |      |        |                                    |
| Gerry Weber Open Halle, Německo ATP World Tour 500 tráva, venku 12.–21. června 2016                                | 1316.                                                                                                 | 1. kolo     | Jan-Lennard Struff     | 88.  | výhra  | 6–4, 7–6(7–3)                      |
| Gerry Weber Open Halle, Německo ATP World Tour 500 tráva, venku 12.–21. června 2016                                | 1317.                                                                                                 | 2. kolo     | Malek Džazírí          | 64.  | výhra  | 6–3, 7–5                           |
| Gerry Weber Open Halle, Německo ATP World Tour 500 tráva, venku 12.–21. června 2016                                | 1318.                                                                                                 | čtvrtfinále | David Goffin           | 11.  | výhra  | 6–1, 7–6(12–10)                    |
| Gerry Weber Open Halle, Německo ATP World Tour 500 tráva, venku 12.–21. června 2016                                | 1319.                                                                                                 | semifinále  | Alexander Zverev       | 38.  | prohra | 6–7(4–7), 7–5, 3–6                 |
| Gerry Weber Open Halle, Německo ATP World Tour 500 tráva, venku 12.–21. června 2016                                | obhajoval bodů = 500, získal = 180, celkem = 6 425 (↑ 1 090 ↓ 905); posun na žebříčku = 3. → 3. (0)   |             |                        |      |        |                                    |
| Wimbledon Londýn, Spojené království Grand Slam tráva, venku 27. června – 10. července 2016                        | 1320.                                                                                                 | 1. kolo     | Guido Pella            | 52.  | výhra  | 7–6(7–5), 7–6(7–3), 6–3            |
| Wimbledon Londýn, Spojené království Grand Slam tráva, venku 27. června – 10. července 2016                        | 1321.                                                                                                 | 2. kolo     | Marcus Willis          | 772. | výhra  | 6–0, 6–3, 6–4                      |
| Wimbledon Londýn, Spojené království Grand Slam tráva, venku 27. června – 10. července 2016                        | 1322.                                                                                                 | 3. kolo     | Daniel Evans           | 91.  | výhra  | 6–4, 6–2, 6–2                      |
| Wimbledon Londýn, Spojené království Grand Slam tráva, venku 27. června – 10. července 2016                        | 1323.                                                                                                 | 4. kolo     | Steve Johnson          | 29.  | výhra  | 6–2, 6–3, 7–5                      |
| Wimbledon Londýn, Spojené království Grand Slam tráva, venku 27. června – 10. července 2016                        | 1324.                                                                                                 | čtvrtfinále | Marin Čilić            | 13.  | výhra  | 6–7(4–7), 4–6, 6–3, 7–6(11–9), 6–3 |
| Wimbledon Londýn, Spojené království Grand Slam tráva, venku 27. června – 10. července 2016                        | 1325.                                                                                                 | semifinále  | Milos Raonic           | 7.   | prohra | 3–6, 7–6(7–3), 6–4, 5–7, 3–6       |
| Wimbledon Londýn, Spojené království Grand Slam tráva, venku 27. června – 10. července 2016                        | obhajoval bodů = 1 200, získal = 720, celkem = 5 945 (↑ 4 250 ↓ 655); posun na žebříčku = 3. → 3. (0) |             |                        |      |        |                                    |
| ATP – postavení na žebříčku ATP; zs – základní skupina, ↑ bodová ztráta na +1 příčku, ↓ bodový náskok na -1 příčku | |             |                        |      |        |                                    |

## Přehled finále
| Legenda                           |
| Grand Slam (0–0)                  |
| ATP World Tour Finals (0–0)       |
| ATP World Tour Masters 1000 (0–0) |
| ATP World Tour 500 (0–0)          |
| ATP World Tour 250 (0–1 D)        |
| D – dvouhra; Č – čtyřhra          |

| Finále dle povrchu |
| ------------------ |
| tvrdý (0–1 D)      |
| antuka (0–0)       |
| tráva (0–0)        |

| Finále dle místa |
| ---------------- |
| venku (0–1 D)    |
| hala (0–0)       |

### Dvouhra: 1 (0–1)
| stav      | č.  | datum          | turnaj              | povrch | soupeř ve finále | výsledek |
| --------- | --- | -------------- | ------------------- | ------ | ---------------- | -------- |
| Finalista | 48. | 11. ledna 2016 | Brisbane, Austrálie | tvrdý  | Milos Raonic     | 4–6, 4–6 |

## Finanční odměny
| turnaj                      | turnaj                      | finanční odměna | celkem      |
| --------------------------- | --------------------------- | --------------- | ----------- |
| Brisbane International      | Brisbane International      | $37 900         | $37 900     |
| Australian Open             | Australian Open             | A$750 000       | $552 325    |
| Monte-Carlo Rolex Masters   | Monte-Carlo Rolex Masters   | €90 010         | $654 873    |
| Internazionali BNL d'Italia | Internazionali BNL d'Italia | €46 740         | $708 171    |
| MercedesCup                 | MercedesCup                 | €30 790         | $743 163    |
| Gerry Weber Open            | Gerry Weber Open            | €90 235         | $844 669    |
| Wimbledon                   | Wimbledon                   | £500 000        | $1 527 269  |
| Přehled                     | výdělek v sezóně            |                 | $1 527 269  |
| Přehled                     | výdělek v kariéře           |                 | $98 830 825 |
| kurziva – turnajový titul   |                             |                 |             |

## Poměr vzájemných utkání
Přehled uvádí poměr vzájemných utkání dvouhry Rogera Federera:
aktivní poměr
- Grigor Dimitrov 2–0
- David Goffin 2–0
- Nikoloz Basilašvili 1–0
- Roberto Bautista Agut 1–0
- Tomáš Berdych 1–0
- Marin Čilić 1–0
- Alexandr Dolgopolov 1–0
- Malek Džazírí 1–0
- Daniel Evans 1–0
- Taylor Fritz 1–0
- Guillermo García-López 1–0
- Steve Johnson 1–0
- Tobias Kamke 1–0
- Florian Mayer 1–0
- Jan-Lennard Struff 1–0
- Guido Pella 1–0
- Marcus Willis 1–0

vyrovnaný poměr
- Alexander Zverev 1–1

pasivní poměr
- Dominic Thiem 1–2
- Novak Djoković 0–1
- Milos Raonic 0–2
- Jo-Wilfried Tsonga 0–1